# Liste der Straßen, Plätze und Brücken in Hamburg-Neuallermöhe

Lage von Neuallermöhe in Hamburg und im Bezirk Bergedorf (hellrot)

Die Liste der Straßen, Plätze und Brücken in Hamburg-Neuallermöhe enthält eine Übersicht der im Hamburger Stadtteil Neuallermöhe vorhandenen Straßen, Plätze und Brücken. Sie ist Teil der Liste der Verkehrsflächen in Hamburg.

## Überblick
In Neuallermöhe (Ortsteilnummer 615) leben 23231 Einwohner (Stand: 31. Dezember 2023) auf 4,2 km². Neuallermöhe liegt im Postleitzahlenbereich 21035.
In Neuallermöhe gibt es 78 benannte Verkehrsflächen, darunter drei Plätze, eine Brücke und eine Sportanlage. Bis auf wenige Ausnahmen sind alle Straßen nach Personen benannt, dabei östlich des Grenzgrabens ausschließlich nach Frauen (Künstlerinnen, Politikerinnen und Widerstandskämpferinnen gegen den Nationalsozialismus).

## Übersicht der Straßen
Die nachfolgende Tabelle gibt eine Übersicht über alle benannten Verkehrsflächen – Straßen, Plätze und Brücken – im Stadtteil sowie einige dazugehörige Informationen. Im Einzelnen sind dies:
- Name/Lage: aktuelle Bezeichnung der Straße, des Platzes oder der Brücke. Über den Link (Lage) kann die Straße, der Platz oder die Brücke auf verschiedenen Kartendiensten angezeigt werden. Die Geoposition gibt dabei ungefähr die Mitte an. Bei längeren Straßen, die durch zwei oder mehr Stadtteile führen, kann es daher sein, dass die Koordinate in einem anderen Stadtteil liegt.
- Straßenschlüssel: amtlicher Straßenschlüssel, bestehend aus einem Buchstaben (Anfangsbuchstabe der Straße, des Platzes oder der Brücke) und einer dreistelligen Nummer.
- Länge/Maße in Metern:
Hinweis: Die in der Übersicht enthaltenen Längenangaben sind nach mathematischen Regeln auf- oder abgerundete Übersichtswerte, die im Digitalen Atlas Nord[1] mit dem dortigen Maßstab ermittelt wurden. Sie dienen eher Vergleichszwecken und werden, sofern amtliche Werte bekannt sind, ausgetauscht und gesondert gekennzeichnet.
Bei Plätzen sind die Maße in der Form a × b bei rechteckigen Anlagen oder a × b × c bei dreiecksförmigen Anlagen mit a als längster Kante dargestellt.
Der Zusatz (im Stadtteil) gibt an, wie lang die Straße innerhalb des Stadtteils ist, sofern sie durch mehrere Stadtteile verläuft.
- Namensherkunft: Ursprung oder Bezug des Namens.
- Datum der Benennung: Jahr der offiziellen Benennung oder der Ersterwähnung eines Namens, bei Unsicherheiten auch die Angabe eines Zeitraums.
- Anmerkungen: Weitere Informationen bezüglich anliegender Institutionen, der Geschichte der Straße, historischer Bezeichnungen, Baudenkmale usw.
- Bild: Foto der Straße oder eines anliegenden Objektes.

| Name/Lage                          | Straßen- schlüssel | Länge/Maße (in Metern)             | Namensherkunft | Datum der Benennung | Anmerkungen | Bild                               |
| ---------------------------------- | ------------------ | ---------------------------------- | --- | ------------------- | --- | ---------------------------------- |
| Adolf-Köster-Damm (Lage)           | A670               | 0400                               | Adolf Köster (1883–1930), SPD-Politiker | 1995                | | Adolf-Köster-Damm                  |
| Agnes-Wolffson-Straße (Lage)       | A634               | 0115                               | Agnes Wolffson (1849–1936), Stifterin | 1985                | | Agnes-Wolffson-Straße              |
| Anita-Rée-Straße (Lage)            | A632               | 0510                               | Anita Rée (1885–1933), Malerin | 1984                | | Anita-Rée-Straße                   |
| Anna-Siemsen-Gang (Lage)           | A633               | 0265                               | Anna Siemsen (1882–1951), Pädagogin und Politikerin | 1984                | | Anna-Siemsen-Gang                  |
| Anna-von-Gierke-Ring (Lage)        | A663               | 0615                               | Anna von Gierke (1874–1943), Sozialpädagogin und Politikerin | 1992                | | Anna-von-Gierke-Ring               |
| Annemarie-Ladewig-Kehre (Lage)     | A645               | 0120                               | Annemarie Ladewig (1919–1945), Graphikerin und Widerstandskämpferin gegen den Nationalsozialismus, Opfer des Faschismus                                                         | 1987                | | Annemarie-Ladewig-Kehre            |
| Auguste-Schmidt-Weg (Lage)         | A644               | 0260                               | Auguste Schmidt (1833–1902), Lehrerin und Schriftstellerin | 1987                | | Auguste-Schmidt-Weg                |
| Catharina-Fellendorf-Straße (Lage) | C088               | 0205                               | Katharina Fellendorf (1884–1944), Widerstandskämpferin gegen den Nationalsozialismus und Opfer des Faschismus.                                                                  | 1995                | | Catharina-Fellendorf-Straße        |
| Curt-Bär-Weg (Lage)                | C087               | 0355                               | Curt Bär (1901–1981), Lehrer und Widerstandskämpfer gegen den Nationalsozialismus                                                                                               | 1995                | | Curt-Bär-Weg                       |
| Del-Banco-Kehre (Lage)             | D275               | 0090                               | Alma del Banco (1863–1943), Malerin | 1985                | | Del-Banco-Kehre                    |
| Ebner-Eschenbach-Weg (Lage)        | E305               | 1035                               | Marie von Ebner-Eschenbach (1830–1916), mährisch-österreichische Schriftstellerin                                                                                               | 1984                | | Ebner-Eschenbach-Weg               |
| Edith-Stein-Platz (Lage)           | E326               | 0085 × 85 × 75 × 35                | Edith Stein (1891–1942), Philosophin und Frauenrechtlerin, Opfer des Nationalsozialismus                                                                                        | 1993                | | Edith-Stein-Platz                  |
| Elisabeth-von-Thadden-Kehre (Lage) | E313               | 0065                               | Elisabeth von Thadden (1890–1944), Widerstandskämpferin gegen den Nationalsozialismus und Opfer des Faschismus                                                                  | 1987                | | Elisabeth-von-Thadden-Kehre        |
| Elly-Heuss-Knapp-Ring (Lage)       | E324               | 0715                               | Elly Heuss-Knapp (1881–1952), Politikerin | 1991                | | Elly-Heuss-Knapp-Ring              |
| Erika-Etter-Kehre (Lage)           | E310               | 0075                               | Erika Etter (1922–1945), Mitglied der Etter-Rose-Hampel-Gruppe, Widerstandskämpferin gegen den Nationalsozialismus und Opfer des Faschismus                                     | 1985                | | Erika-Etter-Kehre                  |
| Erna-Behling-Kehre (Lage)          | E315               | 0110                               | Erna Behling (1884–1945), Krankenpflegerin, Widerstandskämpferin gegen den Nationalsozialismus und Opfer des Faschismus                                                         | 1987                | | Erna-Behling-Kehre                 |
| Erna-Mohr-Kehre (Lage)             | E306               | 0245                               | Erna Mohr (1894–1968), Zoologin | 1984                | | Erna-Mohr-Kehre                    |
| Ernst-Tichauer-Weg (Lage)          | E328               | 0145                               | Ernst Tichauer (1888–1943), Zahnarzt, Opfer des Nationalsozialismus | 1995                | Das genaue Sterbedatum Tichauers ist nicht bekannt, eine letzte Erwähnung stammt aus dem April 1943. | Ernst-Tichauer-Weg                 |
| Eva-König-Bogen (Lage)             | E341               | 0120                               | Eva König (1736–1778), Ehefrau von Gotthold Ephraim Lessing | 2003                | | Eva-König-Bogen                    |
| Fanny-Elßler-Bogen (Lage)          | F332               | 0260                               | Fanny Elßler (1810–1884), österreichische Tänzerin | 1987                | | Fanny-Eßler-Bogen                  |
| Fanny-Lewald-Ring (Lage)           | F330               | 2175                               | Fanny Lewald (1811–1889), Schriftstellerin | 1984                | | Fanny-Lewald-Ring                  |
| Felix-Jud-Ring (Lage)              | F336               | 2330                               | Felix Jud (1899–1985), Buchhändler |                     | Das Jahr der Benennung konnte bislang nicht ermittelt werden. Die Straße ist weder bei Beckershaus noch bei Hanke aufgeführt.                                                                                               | Felix-Jud-Ring (HH-Neuallermöhe)   |
| Fleetplatz (Lage)                  | F337               | 0095 × 80 × 25 × 25 (im Stadtteil) | nach der Lage beim Zusammenfluss von Allermöher Bahnfleet und Reiherfleet | 1996                | nördlich des S-Bahnhofs Allermöhe in Billwerder | Fleetplatz                         |
| Gertrud-Bäumer-Stieg (Lage)        | G436               | 0330                               | Gertrud Bäumer (1873–1954), DDP-Politikerin | 1984                | | Gertrud-Bäumer-Stieg               |
| Gertrud-Seele-Kehre (Lage)         | G448               | 0085                               | Gertrud Seele (1917–1945), Krankenschwester, Opfer des Nationalsozialismus | 1987                | | Gertrud-Seele-Kehre                |
| Gertrud-Werner-Weg (Lage)          | G437               | 0175                               | Gertrud Werner (1887–1971), von 1912 bis 1957 Hebamme in Allermöhe | 1984                | | Gertrud-Werner-Weg                 |
| Gordonkehre (Lage)                 | G442               | 0070                               | Klara Gordon (1866–1939), Oberin des Israelitischen Krankenhauses Hamburg | 1985                | | Gordonkehre                        |
| Grachtenplatz (Lage)               | G486               | 0080 × 35                          | nach dem Volksmund entstanden | 2004                | | Grachtenplatz                      |
| Hainbuchenallee (Lage)             | H816               | 1785                               | nach der Bepflanzung | 1997                | | Hainbuchenallee                    |
| Hans-Stoll-Straße (Lage)           | H812               | 0650                               | Hans Stoll (1912–1940), Bankkaufmann, Widerstandskämpfer gegen den Nationalsozialismus                                                                                          | 1996                | | Hans-Stoll-Straße                  |
| Helene-Heyckendorf-Kehre (Lage)    | H787               | 0125                               | Helene Heyckendorf (1893–1945), kommunistische Widerstandskämpferin gegen den Nationalsozialismus und Opfer des Faschismus                                                      | 1987                | | Helene-Heyckendorf-Kehre           |
| Henriette-Herz-Garten (Lage)       | H781               | 0190                               | in Anlehnung an den Henriette-Herz-Ring | 1985                | | Henriette-Herz-Garten              |
| Henriette-Herz-Ring (Lage)         | H779               | 1290                               | Henriette Herz (1764–1847), Schriftstellerin | 1984                | | Henriette-Herz-Ring                |
| Herbert-Pardo-Weg (Lage)           | H810               | 0265                               | Herbert Pardo (1887–1974), SPD-Politiker | 1995                | | Herbert-Pardo-Weg                  |
| Hermann-Lange-Weg (Lage)           | H832               | 0145                               | Hermann Lange (1912–1943), Priester, Opfer des Nationalsozialismus | 2003                | | Hermann-Lange-Weg                  |
| Hilda-Monte-Weg (Lage)             | H785               | 0165                               | Hilda Monte (1914–1945), Publizistin, Widerstandskämpferin gegen den Nationalsozialismus                                                                                        | 1986                | | Hilda-Monte-Weg                    |
| Jeanette-Wolff-Ring (Lage)         | J134               | 0400                               | Jeanette Wolff (1888–1976), SPD-Politikerin | 1992                | | Jeanette-Wolff-Ring                |
| Karl-Rüther-Stieg (Lage)           | K617               | 0130                               | Karl Rüther (1906–1937), Widerstandskämpfer gegen den Nationalsozialismus | 1995                | | Karl-Rüther-Stieg                  |
| Käte-Latzke-Weg (Lage)             | K619               | 0160                               | Käthe Latzke (1899–1945), kommunistische Widerstandskämpferin gegen den Nationalsozialismus und Opfer des Faschismus                                                            | 1996                | | Käte-Latzke-Weg                    |
| Konrad-Veix-Stieg (Lage)           | K618               | 0370                               | Konrad Veix (1891–1974), Schuhmacher, Widerstandskämpfer gegen den Nationalsozialismus                                                                                          | 1995                | | Konrad-Veix-Stieg                  |
| Liesbeth-Rose-Stieg (Lage)         | L387               | 0060                               | Liesbeth Rose (1910–1945), Schneiderin, Widerstandskämpferin gegen den Nationalsozialismus und Opfer des Faschismus                                                             | 1995                | | Liesbeth-Rose-Stieg                |
| Lilo-Gloeden-Kehre (Lage)          | L378               | 0065                               | Lilo Gloeden (1903–1944), Juristin, Widerstandskämpferin gegen den Nationalsozialismus und Opfer des Faschismus                                                                 | 1987                | | Lilo-Gloeden-Kehre                 |
| Lily-Braun-Straße (Lage)           | L376               | 0185                               | Lily Braun (1865–1916), Schriftstellerin und Frauenrechtlerin | 1985                | | Lily-Braun-Straße                  |
| Lisbeth-Bruhn-Straße (Lage)        | L375               | 0145                               | Elisabeth Bruhn (1893–1944), kommunistische Widerstandskämpferin gegen den Nationalsozialismus und Opfer des Faschismus                                                         | 1985                | | Lisbeth-Bruhn-Straße               |
| Lucie-Suhling-Weg (Lage)           | L373               | 0105                               | Lucie Suhling (1905–1981), kommunistische Widerstandskämpferin gegen den Nationalsozialismus                                                                                    | 1985                | | Lucie-Suhling-Weg                  |
| Luise-Otto-Peters-Weg (Lage)       | L374               | 0210                               | Louise Otto-Peters (1819–1895), Schriftstellerin | 1985                | | Luise-Otto-Peters-Weg              |
| Margarete-Mrosek-Bogen (Lage)      | 0155               | 0055                               | Margarete Mrosek (1902–1945), Widerstandskämpferin gegen den Nationalsozialismus und Opfer des Faschismus                                                                       | 1995                | | Margarete-Mrosek-Bogen             |
| Margit-Zinke-Straße (Lage)         | M423               | 0435                               | Margit Zinke (1914–1945), Widerstandskämpferin gegen den Nationalsozialismus und Opfer des Faschismus                                                                           | 1995                | | Margit-Zinke-Weg                   |
| Maria-Terwiel-Kehre (Lage)         | M414               | 0125                               | Maria Terwiel (1910–1943), Widerstandskämpferin gegen den Nationalsozialismus und Opfer des Faschismus                                                                          | 1987                | | Maria-Terwiel-Kehre                |
| Marie-Fiering-Kehre (Lage)         | M408               | 0080                               | Marie Fiering (1897–1945), kommunistische Widerstandskämpferin gegen den Nationalsozialismus und Opfer des Faschismus                                                           | 1985                | | Marie-Fiering-Kehre                |
| Marie-Henning-Weg (Lage)           | M425               | 0350                               | Marie Henning (1895–1948), KPD-Politikerin | 1995                | | Marie-Henning-Weg                  |
| Marta-Damkowski-Kehre (Lage)       | M411               | 0095                               | Marta Damkowski (1911–1979), SPD-Politikerin und Widerstandskämpferin gegen den Nationalsozialismus                                                                             | 1986                | | Marta-Damkowski-Kehre              |
| Mary-Marcus-Kehre (Lage)           | M407               | 0090                               | Mary Marcus (1844–1930), Schulleiterin | 1985                | | Mary-Marcus-Kehre                  |
| Michael-Pritzl-Weg (Lage)          | M432               | 0190                               | Michael Pritzl (1907–1995), Maschinenbauer, Widerstandskämpfer gegen den Nationalsozialismus                                                                                    | 1997                | Pritzl war 1933 Mitarbeiter einer illegalen Druckerei in Bergedorf. | Michael-Pritzl-Weg                 |
| Nettelnburger Brücke (Lage)        | N216               | 0070                               | nach der Funktion im Zuge des Nettelnburger Landwegs bei der Anschlussstelle Hamburg-Nettelnburg über die A 25 führend                                                          | 1979                | lt. Straßenverzeichnis auch in Neuallermöhe und Bergedorf, lt. Grundkarte nur in Allermöhe | Nettelnburger Brücke               |
| Nettelnburger Landweg (Lage)       | N218               | 0405 (im Stadtteil)                | Bergedorfer Ortsteil Nettelnburg | 1978                | lt. Straßenverzeichnis nur in Bergedorf und Neuallermöhe, lt. Grundkarte südlich der Nettelnburger Brücke in Allermöhe, nördlich davon westliche Straßenhälfte in Neuallermöhe, östliche in Bergedorf                       | Nettelnburger Landweg              |
| Neuallermöher Querweg (Lage)       | N245               | 0530                               | nach der Lage im Stadtteil | 2011                | | Neuallermöher Querweg              |
| Ottilie-Baader-Straße (Lage)       | O204               | 0075                               | Ottilie Baader (1847–1925), Frauenrechtlerin und Sozialistin | 1985                | | Ottilie-Baader-Straße              |
| Otto-Grot-Straße (Lage)            | O212               | 0940                               | Otto Grot (1905–1987), Polizeidirektor, Widerstandskämpfer gegen den Nationalsozialismus                                                                                        | 1995                | | Otto-Grot-Straße                   |
| Paul-Bunge-Stieg (Lage)            | P254               | 0100                               | Paul Bunge (1904–1942), Widerstandskämpfer gegen den Nationalsozialismus | 1995                | | Paul-Bunge-Stieg                   |
| Rahel-Varnhagen-Weg (Lage)         | R432               | 0870                               | Rahel Varnhagen von Ense (1771–1833), Schriftstellerin | 1984                | | Rahel-Varnhagen-Weg                |
| Ricarda-Huch-Ring (Lage)           | R434               | 0295                               | Ricarda Huch (1864–1947), Schriftstellerin | 1985                | | Ricarda-Huch-Ring                  |
| Rosa-Schapire-Weg (Lage)           | R437               | 0190                               | Rosa Schapire (1874–1954), Kunstsammlerin und Mäzenin | 1989                | | Rosa-Schapire-Weg                  |
| Sophie-Schoop-Weg (Lage)           | S923               | 0805                               | Sophie Schoop (1875–1945), Opfer des Nationalsozialismus | 1995                | | Sophie-Schoop-Weg                  |
| Stellbrinkweg (Lage)               | S924               | 0405                               | Karl Friedrich Stellbrink (1894–1943), Pastor, Opfer des Nationalsozialismus | 1995                | | Stellbrinkweg                      |
| Therese-Giehse-Bogen (Lage)        | T223               | 0160                               | Therese Giehse (1898–1975), Schauspielerin | 1985                | | Therese-Giehse-Bogen               |
| Ursula-Querner-Straße (Lage)       | U053               | 0175                               | Ursula Querner (1921–1969), Bildhauerin, Plastikerin und Grafikerin | 1985                | | Ursula-Querner-Straße              |
| Von-Hacht-Weg (Lage)               | V145               | 0330                               | Fritz von Hacht (1898–1988), Kommunalpolitiker und Gewerkschafter, Widerstandskämpfer gegen den Nationalsozialismus                                                             | 1995                | | Von-Hacht-Weg                      |
| Von-Haeften-Straße (Lage)          | V141               | 0165                               | Hans Bernd von Haeften (1905–1944), Diplomat, und sein Bruder Werner von Haeften (1908–1944), Jurist, Widerstandskämpfer gegen den Nationalsozialismus und Opfer des Faschismus | 1995                | | Von-Haeften-Straße                 |
| Von-Halem-Straße (Lage)            | V142               | 0180                               | Nikolaus von Halem (1905–1944), Jurist, Widerstandskämpfer gegen den Nationalsozialismus und Opfer des Faschismus                                                               | 1995                | | Von-Halem-Straße                   |
| Von-Moltke-Bogen (Lage)            | V144               | 0445                               | Helmuth James Graf von Moltke (1907–1945), Jurist, Widerstandskämpfer gegen den Nationalsozialismus und Opfer des Faschismus                                                    | 1995                | | Von-Moltke-Bogen                   |
| Von-Scheliha-Straße (Lage)         | V143               | 0370                               | Rudolf von Scheliha (1897–1942), Diplomat, Widerstandskämpfer gegen den Nationalsozialismus und Opfer des Faschismus                                                            | 1995                | | Von-Scheliha-Straße                |
| Walter-Becker-Straße (Lage)        | W501               | 0445                               | Walter Becker (1912–1970), Widerstandskämpfer gegen den Nationalsozialismus | 1996                | Becker war 1933 Mitarbeiter einer illegalen Druckerei in Bergedorf. | Walter-Becker-Straße               |
| Walter-Rothenburg-Weg (Lage)       | W500               | 0400                               | Walter Rothenburg (1889–1975), Boxpromoter, Schlagertexter und Schriftsteller                                                                                                   | 1995                | | Walter-Rothenburg-Weg              |
| Walter-Rudolphi-Weg (Lage)         | W497               | 0710 (im Stadtteil)                | Walter Rudolphi (1880–1944), Jurist, Opfer des Nationalsozialismus | 1995                | nördlich des Südlichen Bahngrabens in Billwerder | Walter-Rudolphi-Weg (Neuallermöhe) |
| Wilhelmine-Hundert-Weg (Lage)      | W498               | 0170                               | Wilhelmine Hundert (1896–1945), Widerstandskämpferin gegen den Nationalsozialismus und Opfer des Faschismus                                                                     | 1995                | | Wilhelmine-Hundert-Weg             |
| Wilhelm-Osterhold-Stieg (Lage)     | W499               | 0655                               | Wilhelm Osterhold (1891–1971), SPD-Politiker, von 1946 bis 1949 sowie 1953 Mitglied der Hamburgischen Bürgerschaft, Widerstandskämpfer gegen den Nationalsozialismus            | 1995                | | Wilhelm-Osterhold-Stieg            |
| Wilhelm-Stille-Sportanlage (Lage)  | W511               | 0345 × 265 × 165 × 165             | Wilhelm Stille (1865–1947), Gastwirt | 2000                | Stille war von 1900 bis 1906 sozialdemokratischer Bürgervertreter in Bergedorf und initiierte eine Turnhalle für Jugendliche. In späteren Jahren wirkte er als Landrat und Präsident des Hannoverschen Provinziallandtages. | Wilhelm-Stille-Sportanlage         |